# Polytribax castanis
Polytribax castanis är en stekelart som först beskrevs av Kim 1955.  Polytribax castanis ingår i släktet Polytribax och familjen brokparasitsteklar. Inga underarter finns listade i Catalogue of Life.